# Blättern

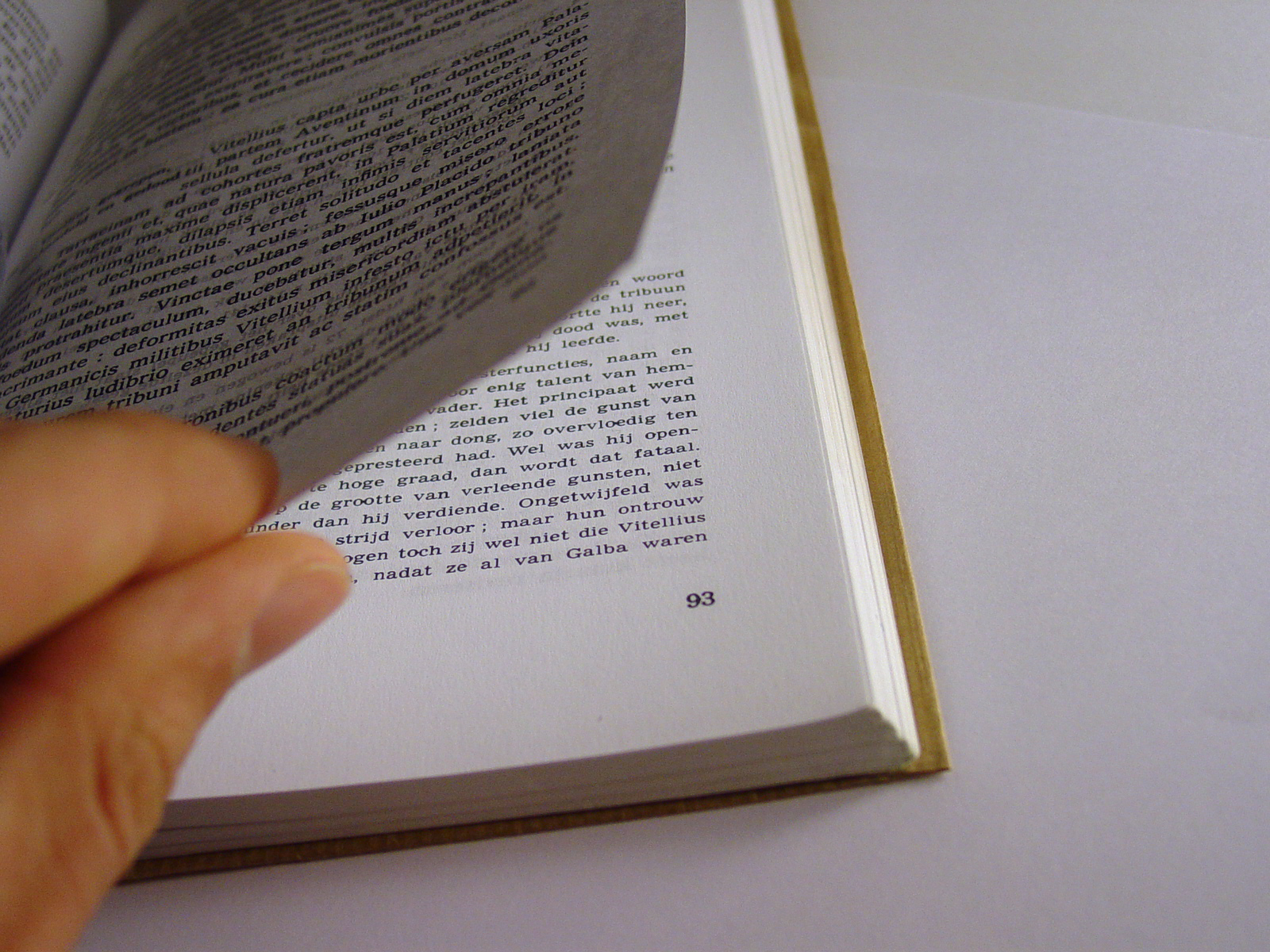
Umblättern einer Seite

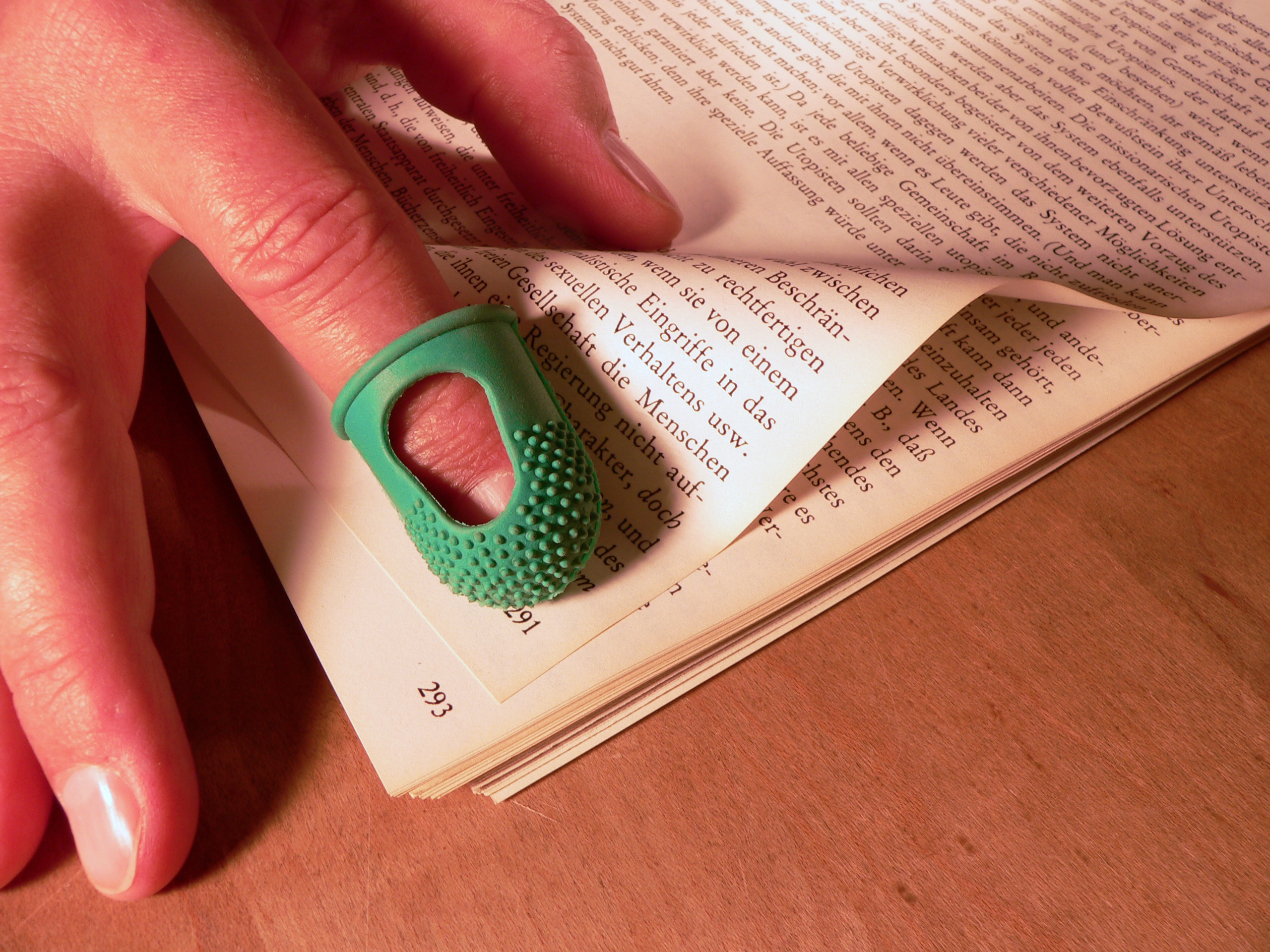
Blattwender aus Gummi

Blättern ist eine Art und Weise, sich in einem Buch fortzubewegen, um zu lesen. In einem Buch oder in Schriften zu blättern bzw. die Blätter umschlagen, zumal um sich flüchtig mit dem Inhalt bekannt zu machen, bezeichnet eine Form des Mediengebrauchs, die vom „Aufblättern“ über das „Durchblättern“ und „Abblättern“ sowie „Verblättern“ bis zum „Hin-und-Her-Blättern“ reicht und dem Durchlesen eines Buchs oder einer Schrift von vorne bis hinten entgegengesetzt ist.

## Beschreibung
In der Kulturgeschichte lassen sich unterschiedliche Traditionen und Arten des Blätterns in der Literatur der Frühen Neuzeit, des Barock und der Romantik unterscheiden und sich wandelnde Vorstellungen über Bücher als Träger von Daten feststellen. Eine eigene Tradition mit Anweisungen zum rechten Umgang bildet die Praxis des Blätterns in Bibeln und Gesangsbüchern heraus. Auch die Orakelpraxis des zufälligen Aufschlagens einer Seite (sog. „Bibelstechen“) ist seit Augustinus’ berühmter Leseszene des „tolle lege“ in seinen „Bekenntnissen“ etabliert. Schon seit der Einführung von Inhaltsübersichten und Begriffsregistern in der späten Antike (etwa in Plinius d. Ä. Historia Naturalis in 35 Bänden) ist das Blättern in Büchern nicht nur als Kulturtechnik sukzessiver Aneignung, sondern als wahlfreier Zugriff auf relevante Informationen etabliert.

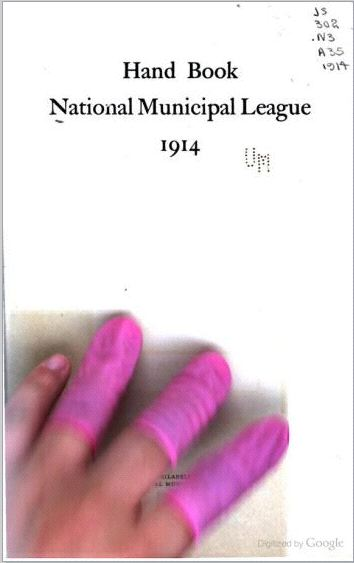
Buchseite bei Google Books, auf der das Blättern mit Fingerlingen zu sehen ist

Im 18. Jahrhundert wird das Blättern in Büchern auch zu einer Reflexionsfigur innerhalb von Romanen seit Laurence Sternes Life and opinion of Sir Tristram Shandy Gentleman (1759–1767). Besonders in der zweiten Hälfte des 20. Jahrhunderts sind das Blättern als Kulturtechnik, die Möglichkeiten literarischen Erzählens und die Bedingungen des Buches wie auch die haptische Erfahrung selbst in der experimentellen Literatur thematisiert und literarisch eingesetzt worden. Es lassen sich verschiedene Arten des Blätterns unterscheiden: allgemeines undifferenziertes Blättern, bei dem es nur ein Umblättern oder Überblättern gibt, außerdem ein schnelles Blättern, das im Allgemeinen so beurteilt wird, dass es sich zum Lesen und zu literarischer Rezeption nicht eigne; ferner ein enzyklopädisches Blättern, das Leseanweisungen durch Verweispfeile in den Artikeln der Texte angibt und damit zwar noch Leseanweisungen gibt, aber mit der Möglichkeit spielt, den Leseanweisungen nicht folgen zu müssen, sondern eigene Verbindungen knüpfen zu können. Eine weitere Form des Blätterns ist ein eher ungeordnetes Herumblättern, die keinerlei Leseanweisungen gibt. Eine spezielle Art Buch, die zum Blättern einlädt, ist das Daumenkino.
Mediengeschichtlich kann man das Scrollen durch digitale Dokumente in der Gegenwart eher vergleichen mit der Bewegung des Lesens in der Antike, in der der Umgang mit Texten durch Blättern entstand. Das Scrollen oder Wischen auf einem Touchscreen hat eher Ähnlichkeit zur Benutzung der Rollenform des Papyrus und Pergaments in der Antike. Die Differenzen zwischen einem am Bildschirm simulierten Blättern und den Kulturtechniken des Umgangs mit physischen Büchern erhalten zunehmend Aufmerksamkeit in der Forschung.
„To think about the future of reading means, first and foremost, to think about the relationship between reading and hands.“

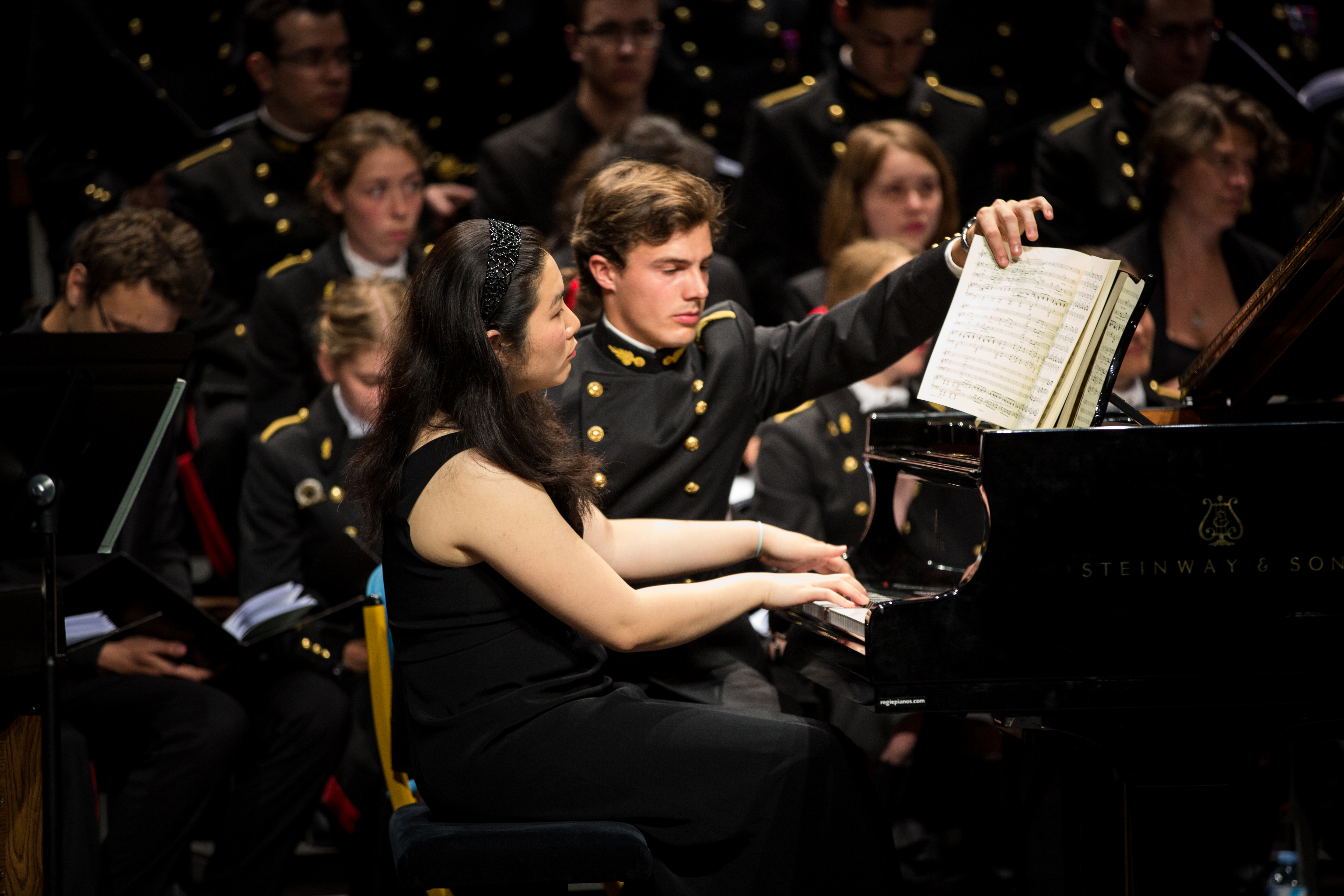
Bei Musikern kann das Blättern ein Notenwender übernehmen

Durch die Handhabbarkeit mobiler Geräte wie Smartphones rückt in der Gegenwart das Haptische bei der Lesebewegung ins Zentrum der Aufmerksamkeit. Der Philosoph Michel Serres nannte die vernetzte Generation „Däumlinge“ wegen ihrer Weltaneignung über den Touchscreen des Smartphones. In der Verlagerung vom Blättern zum Wischen, von der abgrenzbaren Papierseite zum fließend rollenden Text rückt auch das Haptische als Erfassung und Begreifen der Welt mit der Hand stärker ins Zentrum. Serres unterscheidet zwischen einem Buch und einem Lexikon, das unterschiedliche Lese- und Denkstile hervorrufe. Während im Lexikon sprunghaft hin- und hergeblättert werde und die Augen über Seiten und Stichworte wanderten, werde ein Buch eher linear in vorgegebenen Ordnungsvorstellungen gelesen.
Auf dem E-Book-Reader werden die Seiten wie auf dem Touchscreen bewegt, beim Lesen von Bildschirmnoten kann der Instrumentalist einen Fußschalter zum Blättern nutzen.
Bereits 1965 schildert Frank Herbert in seinem SF-Roman Der Wüstenplanet ein fiktives Gerät, auf dem ein Buch gespeichert ist. Das Gerät bot bereits die Anpassung auf eine gut lesbare Schriftgröße und die oftmals typische Bedienung mit dem Tippen auf die eine oder andere Seite zum Blättern.